# Michel Côté
Pour les articles homonymes, voir Michel Côté (homonymie) et Côté (homonymie).
Michel Côté, né le 25 juin 1950 à Alma dans la province de Québec et mort le 29 mai 2023 à Montréal, est un acteur québécois. Considéré comme l’un des acteurs québécois les plus prolifiques de sa génération, il s’est illustré entre autres dans la pièce de théâtre comique Broue, dans les films Cruising Bar, C.R.A.Z.Y. et De père en flic, ainsi que dans les séries télévisées La Petite Vie et Omertà.

## Biographie
D'un milieu familial modeste, Michel Côté a fait des études dites classiques. Par plaisir personnel, il joue dans des pièces de théâtre amateur.
Avec Marc Messier et Marcel Gauthier, il est l'un des piliers (de bar) de la comédie itinérante Broue. Durant plus de 33 ans, cette comédie a eu un grand succès et a constitué l'essentiel de ses revenus. Celle-ci était présentée d'octobre à avril. Pour cette raison, ses autres tournages se faisaient surtout de mai à septembre.
Tout au long de sa carrière, il interprète différents rôles dans des séries télévisées, les plus notables étant La Petite Vie et la trilogie Omertà, cette dernière lui valant de remporter un prix Gémeau en 1999 pour son interprétation.
Il a joué dans plusieurs films, dont Le Dernier Tunnel, Liste noire et Omertà en 2012, de Luc Dionne avec, entre autres comédiens, Michel Dumont, René Angélil, Patrick Huard et Stéphane Rousseau.
Il meurt à l'âge de 72 ans d'une maladie de la mœlle osseuse à Montréal le 29 mai 2023, entouré de ses proches,.
En 2025, le livre Michel Côté et nous est publié aux Éditions de l’Homme. Cet ouvrage, signé Pierre Gince et Maxime le Flaguais, rassemble une cinquantaine de témoignages des proches de Michel Côté.

### Famille
Michel Côté était le conjoint de Véronique Le Flaguais avec qui il a eu deux fils : Charles, un architecte, et Maxime Le Flaguais, un acteur connu, entre autres, pour son rôle d'Alexis Labranche dans la série télévisée Les Pays d'en haut.
Le 8 juin, le Monument-National à Montréal tient une chapelle ardente où Maxime rend hommage à son père.

## Filmographie

### Cinéma
- 1983 : Au clair de la lune : François
- 1986 : La Fuite
- 1989 : Cruising Bar : Serge, Jean-Jacques, Patrice et Gérard
- 1989 : Dans le ventre du dragon : Bozo
- 1990 : T'es belle Jeanne : Bert
- 1990 : Moody Beach : Simon
- 1990 : La Fille du Maquignon
- 1992 : Miss Moscou
- 1994 : Le Vent du Wyoming : Marcel Mentha
- 1995 : Liste noire : Jacques Savard
- 1996 : Erreur sur la personne : Charles Renard
- 2000 : La Vie après l'amour : Gilles Gervais
- 2003 : Sur le seuil : Dr Paul Lacasse
- 2004 : le Dernier Tunnel : Marcel Talon
- 2005 : C.R.A.Z.Y. : Gervais Beaulieu
- 2007 : Ma fille, mon ange : Germain Dagenais
- 2008 : Cruising Bar 2 : Serge, Jean-Jacques, Patrice et Gérard
- 2009 : De père en flic : commandant Jacques Laroche
- 2010 : Piché, entre ciel et terre : commandant Robert Piché
- 2011 : Le Sens de l'humour : Roger Gendron
- 2012 : Omertà : Pierre Gautier
- 2014 : Les Maîtres du suspense de Stéphane Lapointe : Hubert Wolfe
- 2016 : Mon ami Dino : lui-même
- 2017 : De père en flic 2 : commandant Jacques Laroche

### Séries télévisées
- 1974 - 1976 : La Petite Patrie : Maurice Labonté
- 1975 - 1977 : Avec le temps
- 1976 - 1982 : Du tac au tac : Gilbert Gauthier
- 1977 - 1978 : Le Pont : Joseph Fortier
- 1978 : Pierre et Marie (télé-théâtre)
- 1979 : La Femme au géranium (télé-théâtre)
- 1979 - 1982 : Les Brillant
- 1979 - 1986 : Bye Bye : rôles multiples
- 1980 - 1981 : Au jour le jour
- 1981 - 1983 : Les Girouettes : Léon Gingras
- 1982 - 1985 : Vaut mieux en rire : rôles multiples
- 1983 - 1987 : Poivre et Sel : Fred
- 1992 : Montréal ville ouverte : Pacifique « Pax » Plante
- 1993 - 1999 : La Petite Vie : Jean-Lou
- 1996 - 1999 : Omertà : Pierre Gauthier
- 2001 : Si la tendance se maintient : Alain Gagnon
- 2014 : Les Pêcheurs : lui-même
- 2014 - 2015 : La Théorie du K.O. : Carol Hébert

## Théâtre
- De 1979 à 2017 : Broue
- Floralie, Where are You?

- Soudain, l'été dernier
- Médecin malgré lui
- Equus

- Le Premier
- Histoire à dormir debout

## Prix et distinctions
- 1989 - Prix Gémeaux du meilleur premier rôle masculin : dramatique
- 1999 - Prix Gémeaux du meilleur premier rôle masculin : dramatique
- 1999 - Prix Gémeaux du meilleur rôle de soutien masculin : téléroman
- 2006 - Prix Génie du meilleur acteur pour son rôle dans le film C.R.A.Z.Y.
- 2006 - Prix Jutra du meilleur acteur de soutien pour son rôle dans le film C.R.A.Z.Y.
- 2009 - Médaille d'honneur de l'Assemblée nationale[7]
- 2013 - Prix Jutra-Hommage pour l'ensemble de sa carrière[8]
- 2017 -  Croix du service méritoire[9]
- 2022 -  Officier de l'Ordre du Canada[10]
- 2023 -  Chevalier de l'Ordre national du Québec (à titre posthume)[11]
- 2025 - Doctorat honoris causa de l’Université du Québec à Chicoutimi (UQAC) (à titre posthume)[12],[7]